# یان آرچیبالد
یان آرچیبالد (انگلیسی: Jan Archibald؛ زادهٔ ۰ اکتبر ۱۹۴۹) چهره‌پرداز اهل بریتانیا است.
وی همچنین برندهٔ جوایزی همچون جوایز امی ساعات پربیننده و جایزه اسکار بهترین چهره‌پردازی و آرایش مو شده‌است.